# Вьетто, Рене
Рене Вьетто (фр. René Vietto; 17 февраля 1914, Ле-Канне — 14 октября 1988, Боллен) — французский шоссейный велогонщик, боровшийся за победу в общем зачёте нескольких Тур де Франс конца первой половины XX века.

## Карьера
До того, как Вьетто добился успехов в велоспорте, он работал посыльным в отеле на Лазурном Берегу. С 1931 году Рене начал одерживать победы во второстепенных гонках. В 1933 году он проехал Джиро д’Италия, а в следующем дебютировал на Тур де Франс. Вьетто выиграл 7-й, 9-й, 11-й этапы и вышел на 3-е место в общем зачёте. 15-й этап принёс ему широкую известность. Рене оторвался от пелотона, когда Антонен Манье, капитан его команды, упал и сломал колесо. Вьетто был вынужден вернуться к Манье, но его колесо не подошло; другой подоспевший грегари команды отдал велосипед капитану. Ожидавший техничку с новым колесом Вьетто не смог сдержать слёз, и этот момент запечатлел кадр журналиста Жака Годде, будущего директора Тур де Франс. Годде опубликовал фотографию в l’Auto, разместив текст, согласно которому из-за самопожертвования Вьетто фактически лишился победы в общем зачёте Тура. Эта легенда принесла Рене популярность среди болельщиков и благосклонность спонсоров. Он финишировал в общем зачёте пятым почти с часовым опозданием.
Следующей весной Вьетто выиграл 3-й сезон многодневки Париж — Ницца, после чего первенствовал на двух этапах Тур де Франс, не сумев включиться в борьбу за итоговую победу. 3 дальнейших сезона получились для Вьетто неудачными. Он поссорился с Анри Дегранжем, из-за чего потерял места на Туре в сильнейших командах. Это привело к пропуску одного Тура и ранним сходам в двух других. В 1939 году фашистские государства не прислали команд на Тур де Франс, и Вьетто получил место в одном из приглашённых на замену региональных коллективов. Захватив жёлтую майку после 4-го этапа, он удерживал её до конца 15-го, когда уступил 17 минут Сильверу Масу. В итоговом зачёте Рене стал вторым, проиграв бельгийцу полчаса.
Через 2 месяца началась война, но Вьетто продолжал выступать по обе стороны оккупационной границы. В 1941 году Рене стал обладателем уникального титула — чемпионом Вишистской Франции. В следующем сезоне он выиграл 2 этапа Вуэльты Испании.
По окончании войны количество гонок возросло, в 1946 году Вьетто стартовал на гонке Монако — Париж, пытавшейся заменить ещё не возобновлённый Тур де Франс. Он стал вторым, уступив более получаса партнёру по команде Апо Лазаридесу. В 1947 году состоялся настоящий Тур, и после победы на 3-м этапе Рене захватил жёлтую майку на бо́льшую часть гонки. Однако 3-й этап с конца был не только индивидуальной разделкой, бичом француза, но и крайне протяжённым для этого вида — 139 километров. По его итогам Вьетто откатился на 4-е место, а на последнем этапе отступил ещё на одну позицию после сенсационного отрыва Жана Робика и Эдуарда Фашлетнера. Вьетто стартовал на Тур де Франс и 2 следующих сезона, но успехов больше не добивался.

## Победы

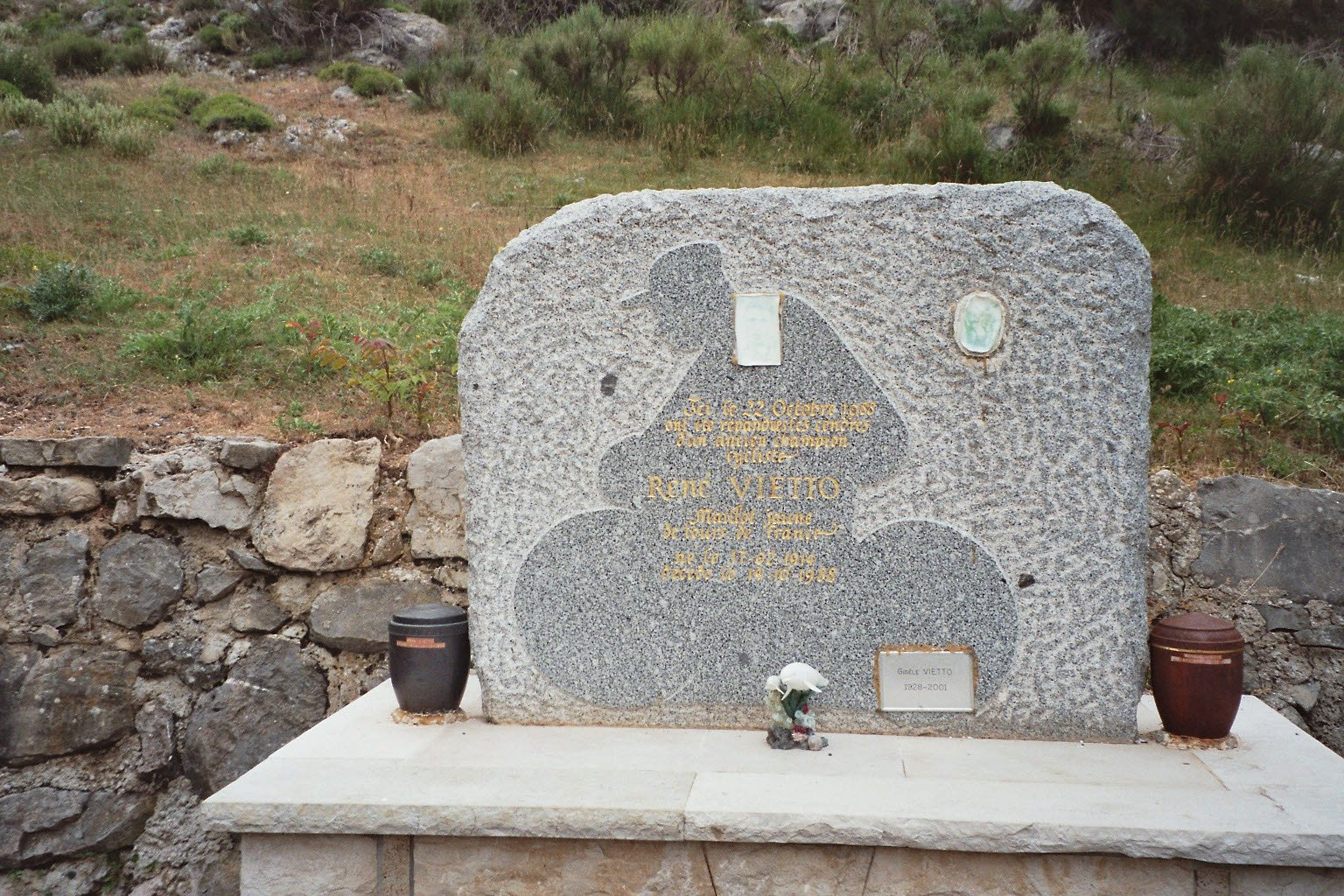
Памятная плита Вьетто на Коль-де-Брос

- Горный зачёт (1934) и 8 этапов (1934, 1935, 1947) Тур де Франс
- Общий зачёт Париж — Ницца (1935)
- 2 этапа Вуэльты Испании (1942)
- Чемпионат Вишистской Франции (1941)
- Гран-при Вольбер (1934)
- Гран-при Канн (1932, 1934, 1948)
- Полемюльтиплье (1938)

## Результаты в супермногодневках
| Гранд Тур       | 1933 | 1934 | 1935 | 1936 | 1937 | 1938 | 1939 | 1940 | 1941 | 1942 | 1945 | 1946 | 1947 | 1948 | 1949 |
| --------------- | ---- | ---- | ---- | ---- | ---- | ---- | ---- | ---- | ---- | ---- | ---- | ---- | ---- | ---- | ---- |
| Джиро д’Италия  | 9    | —    | —    | —    | —    | —    | —    | —    |      |      |      | —    | —    | —    | —    |
| Тур де Франс    | —    | 5    | 8    | НФ   | —    | —    | 2    |      |      |      |      |      | 5    | 17   | 28   |
| Вуэльта Испании |      |      | —    | —    |      |      |      |      | —    | 14   | —    | —    | —    | —    |      |